# Heart of Gold Records
Heart of Gold Records je americké hudební vydavatelství, založené v Florence v Alabamě.
Umělci, jejichž alba tato společnost vydává jsou The Heart of Gold Band, Donna Jean Godchaux-Mackay, BoomBox a Fiddleworms.
Heart of Gold Records je aktivní v hudební a umělecké komunitě v Muscle Shoals v Alabamě.